# Гурам Гощелиани
Гурам Гощелиани (на грузински: გურამ გოშთელიანი) е грузински футболист, който играе на поста поддържащ нападател. Състезател на Сабуртало.

## Кариера
На 26 август 2020 г. Гурам е обявен за ново попълнение на благоевградския Пирин. Прави своя дебют на 9 ноември при победата с 1:2 като гост на Септември (Симитли).

## Национална кариера
Дебютира за националния отбор на Грузия до 21 г. при загубата с 1 – 0 от Хърватия до 21 г., в мач от квалификациите за Европейското първенство за юноши до 21 г. през 2017 г.

## Успехи
Сабуртало
- Еровнули лига (1): 2018
- Суперкупа на Грузия (1): 2020

 Пирин (Благоевград)
- Втора лига (1): 2020/21